# 仙台市交通局川内営業所
仙台市交通局川内営業所（せんだいしこうつうきょく かわうちえいぎょうしょ）は、宮城県仙台市青葉区荒巻三居沢にある仙台市交通局自動車部（仙台市営バス）の営業所。傘下に白沢出張所を置く。

## 概要
構内は営業所庁舎と整備工場、給油施設、洗浄施設、車庫、バス停留所（後述）を設置する。営業所イラストマークはにわとり。管理下にある出張所として、白沢出張所がある。
七北田営業所の開設後、市電の倉庫だった北仙台に車庫を持っていたが、この車庫用地に仙台北警察署が建設されることになったため、荒巻字三居沢の動物公園跡地の一部を利用して設置された。なお、残りの動物公園跡地は三居沢交通公園となっている。「川内営業所前」バス停が設置されるまでは、「交通公園前」バス停は川内営業所最寄のバス停だった。
仙台市西部の川内・国見・愛子方面と北山・子平町循環を事業範囲としている。2001年3月まで定期観光バスや貸切バスを担当していたほか、2007年3月の廃止までエアポート・リムジンバスを担当していた。出入庫系統は赤坂方面から朝に数本あるのみで基本的には無いに等しいが、営業所が川内三居沢交通公園の隣にあり、周辺も大崎八幡宮や各種学校に囲まれているため、交通公園線と八幡町線の2つの系統が設定されている。もともとこの2路線は交通公園前、大崎八幡宮前を終点としており、川内営業所は七北田出張所同様独自のバス停を持っていなかったが、199x年にバス停が設定され、それぞれ営業所前まで延伸した。そのため、方向幕時代は川内営業所延伸後もしばらく「交通公園」「八幡町」と書かれていたが、方向幕時代末期になって「交通公園（八幡町）・川内（営）」と改められた。なお、交通公園循環は一度廃止されたが2000年代に復活し、現在に至る。なお、今も昔も川内営業所を通過している。配置車両は主にいすゞと三菱。

## 沿革
- 1966年（昭和41年）7月 - 川内営業所開設。
- 1976年（昭和51年）3月31日 - 仙台市電代替グリーンバス長町八幡町線運行開始。
- 1987年（昭和62年）7月14日 - グリーンバス廃止。
- 1998年（平成10年）3月 - 仙台市交通局として初めてワンステップバスとノンステップバスを導入し、当営業所にもそれぞれ新造配置される。
- 2001年（平成13年）
  - 3月11日 - 定期観光バス休止。
  - 3月31日 - 一般貸切事業休止。
- 2002年（平成14年）4月1日 - エアポート･リムジンバス、運行担当開始。
- 2007年（平成19年）3月17日 - エアポート・リムジンバス運行廃止。
- 2011年（平成23年）6月1日 - 芋沢線、大沢線を白沢出張所に全面移管。
- 2012年（平成24年）4月1日 - 中山・川平線の運行を開始。
- 2013年（平成25年）4月1日 - 長命ケ丘線の運行を開始。
- 2015年（平成27年）12月6日 - 大幅に担当路線が変更[1]。

## 所管路線

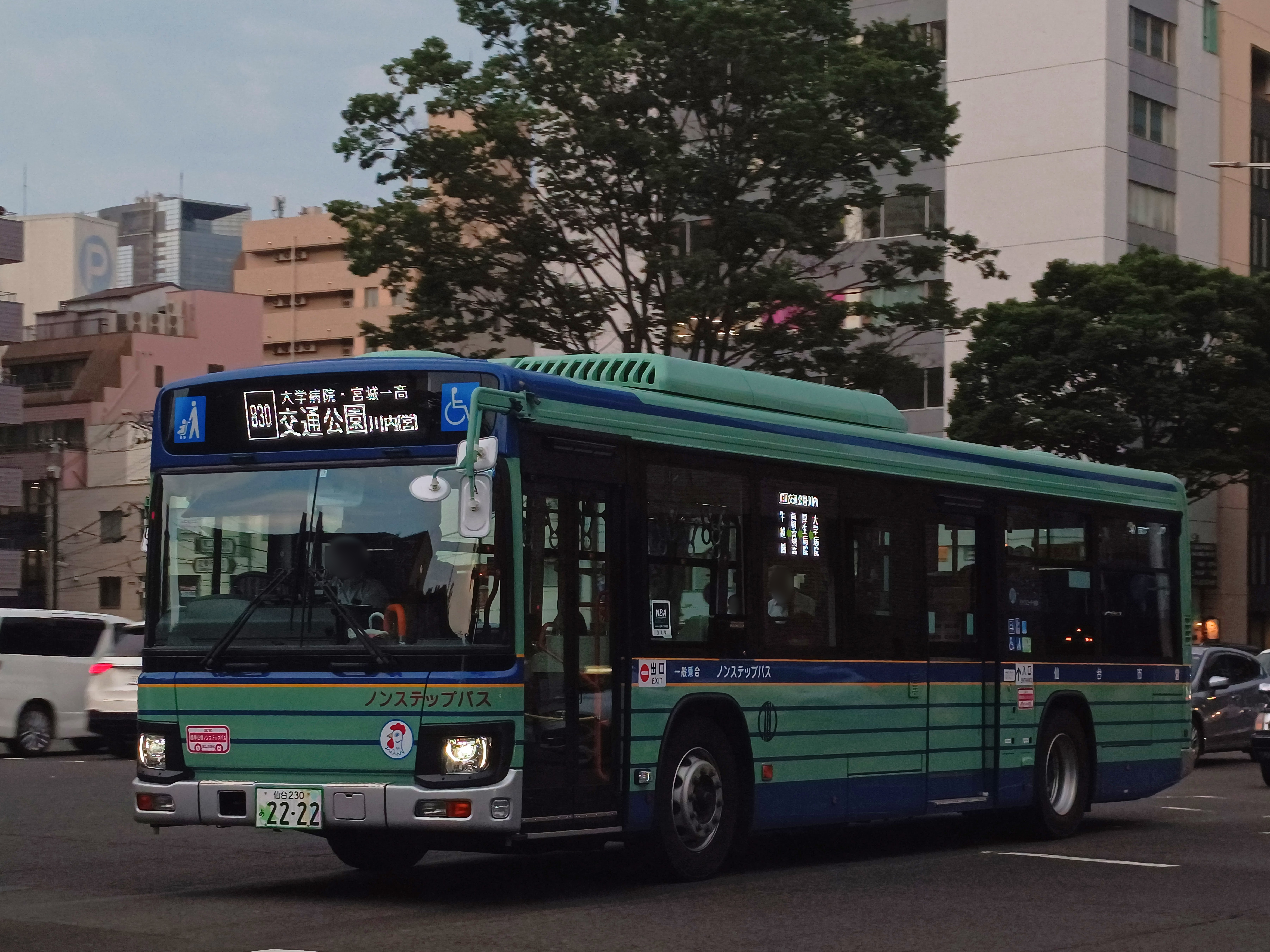
830系統・市営バス川内営業所前行（2023年7月10日）

### 交通公園線
- 730/S730系統
  - 仙台駅前 - 広瀬通駅 - 広瀬通一番町 - 二高・宮城県美術館前 - 川内駅 - 交通公園・三居沢水力発電所前 - 市営バス川内営業所前
- 830/S830系統
  - 仙台駅前 - 電力ビル前 - 県庁市役所前 - 東北大学病院前 - 尚絅学院中学高校前 -  宮城一高前（復路：角五郎一丁目） - 八幡三丁目（復路：ドミニコ学院前） - 交通公園・三居沢水力発電所前 - 市営バス川内営業所前
    - 花火祭およびどんと祭による交通規制時には大崎八幡宮前経由の831/S831系統として運行される。
- S831系統
  - 市営バス川内営業所前 → 交通公園・三居沢水力発電所前 → 大崎八幡宮前 → 東北大学病院前 → 県庁市役所前 → 電力ビル前 → 仙台駅前
- 739 - 839系統（交通公園循環。広瀬通先回り739 - S839系統、東北大学病院前先回り839 - S739系統、長町営業所、白沢出張所と共管）
  - 仙台駅前 - 電力ビル前 - 県庁市役所前 - 東北大学病院前 - 尚絅学院中学高校前 - 宮城一高前（S739系統：角五郎一丁目） - 八幡三丁目（S739系統：ドミニコ学院前） - 交通公園・三居沢水力発電所前 - 川内駅 - 二高・宮城県美術館前 - 広瀬通一番町 - 広瀬通駅 - 仙台駅前

### 折立・茂庭台線
（全系統白沢出張所と共管）。
- 760/S760系統
  - 仙台駅前 - 広瀬通駅 - 広瀬通一番町 - （西道路） - 西花苑スポーツ公園前 - 折立小学校前 - 広瀬病院前 - 茂庭台一丁目 （→ 茂庭台一丁目南）
- 761/S761系統
  - 仙台駅前 - 広瀬通駅 - 広瀬通一番町 - （西道路） - 折立小学校前 - 西花苑スポーツ公園前 - 西花苑二丁目
- 765/S765系統
  - 仙台駅前 - 広瀬通駅 - 広瀬通一番町 - （西道路） - 広瀬病院前 - 茂庭台一丁目 （→ 茂庭台一丁目南）
- 766/S766系統
  - 仙台駅前 - 広瀬通駅 - 広瀬通一番町 - （西道路） - 広瀬病院前 - 茂庭台一丁目 - 生出市民センター前
    - 2020年4月1日より終発着が生出市民センター前に変更。下りは茂庭本郷→生出市民センター前、上りは生出市民センター前→茂庭→生出橋→生出郵便局前→茂庭本郷に変更。
- 860/S860系統
  - 仙台駅前 - 電力ビル前 - 県庁市役所前 - 東北大学病院前 - 大崎八幡宮前 - 八幡六丁目 - 折立 - 折立小学校前 - 西花苑スポーツ公園前 - 西花苑二丁目
- 861/S861系統 
  - 仙台駅前 - 電力ビル前 - 県庁市役所前 - 東北大学病院前 - 大崎八幡宮前 - 八幡六丁目 - 葛岡駅前（お盆・お彼岸期間は経由せず） - 折立 - 折立小学校前 - 西花苑スポーツ公園前 - 西花苑二丁目
- 866/S866系統
  - 仙台駅前 - 電力ビル前 - 県庁市役所前 - 東北大学病院前 - 大崎八幡宮前 - 八幡六丁目 - 折立 - 広瀬病院前 - 茂庭台一丁目 - 生出市民センター前
    - 2017年4月1日より、760/765系統の茂庭台方向のみ、終点を茂庭台一丁目南に延伸（S760/S765系統は、従来通り茂庭台一丁目を始発地とする）[2]。　
    - 2020年4月1日より終発着が生出市民センター前に変更。下りは茂庭本郷→生出市民センター前、上りは生出市民センター前→茂庭→生出橋→生出郵便局前→茂庭本郷に変更。

### 作並線
- X840/S840系統（白沢出張所と共管）
  - 仙台駅前 - 電力ビル前 - 県庁市役所前 - 東北大学病院前 - 大崎八幡宮前 - 八幡六丁目 - 折立 - 落合駅前 - 愛子駅前 - （仙台駅前行のみ愛子駅） -市営バス白沢車庫前
    - 2024年4月1日のダイヤ改正で仙台駅前行きは全便愛子駅経由。

白沢出張所主管路線。川内営業所担当便はごく少数である。

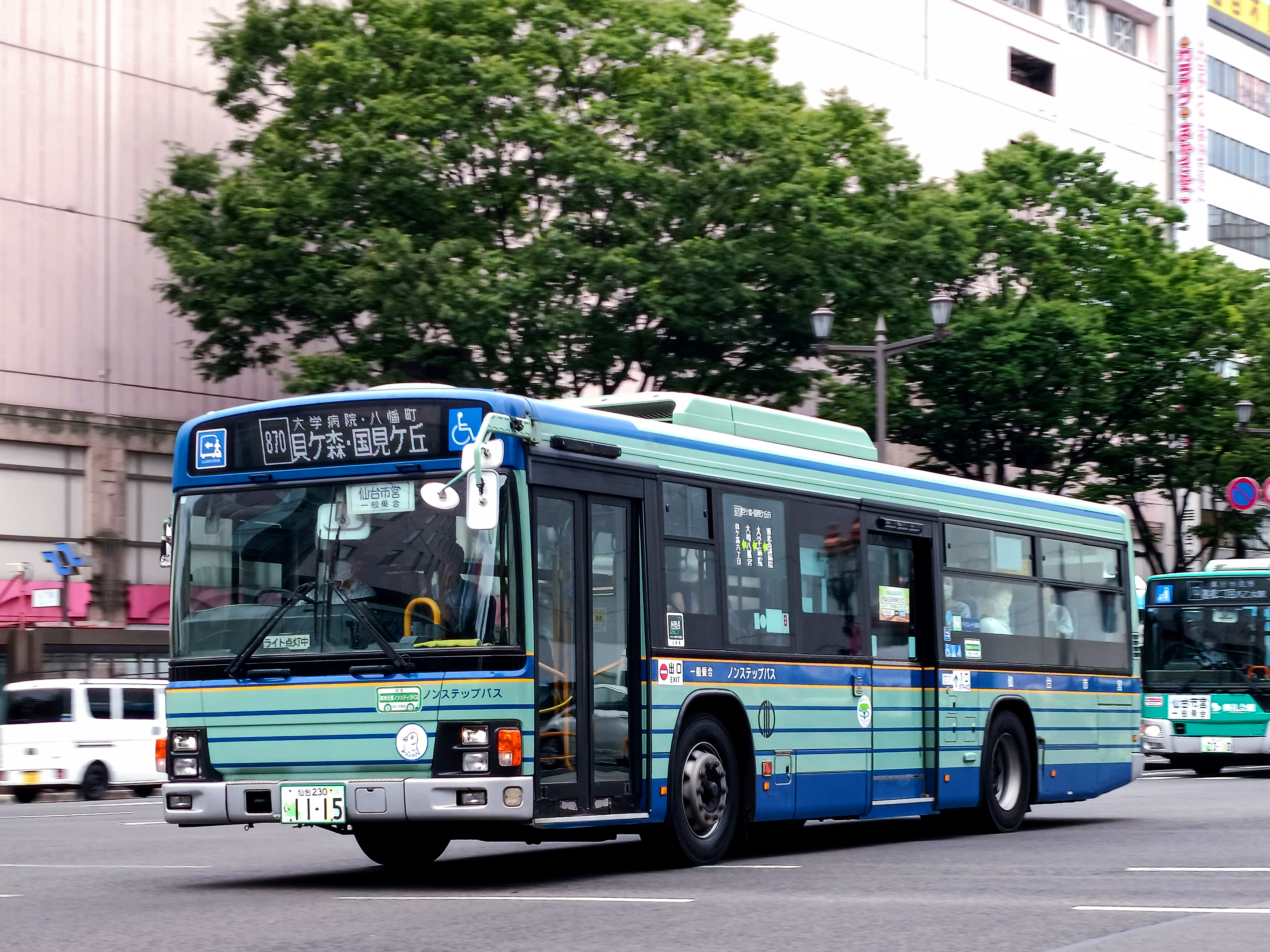
870系統・国見ケ丘三丁目行（2024年7月26日）

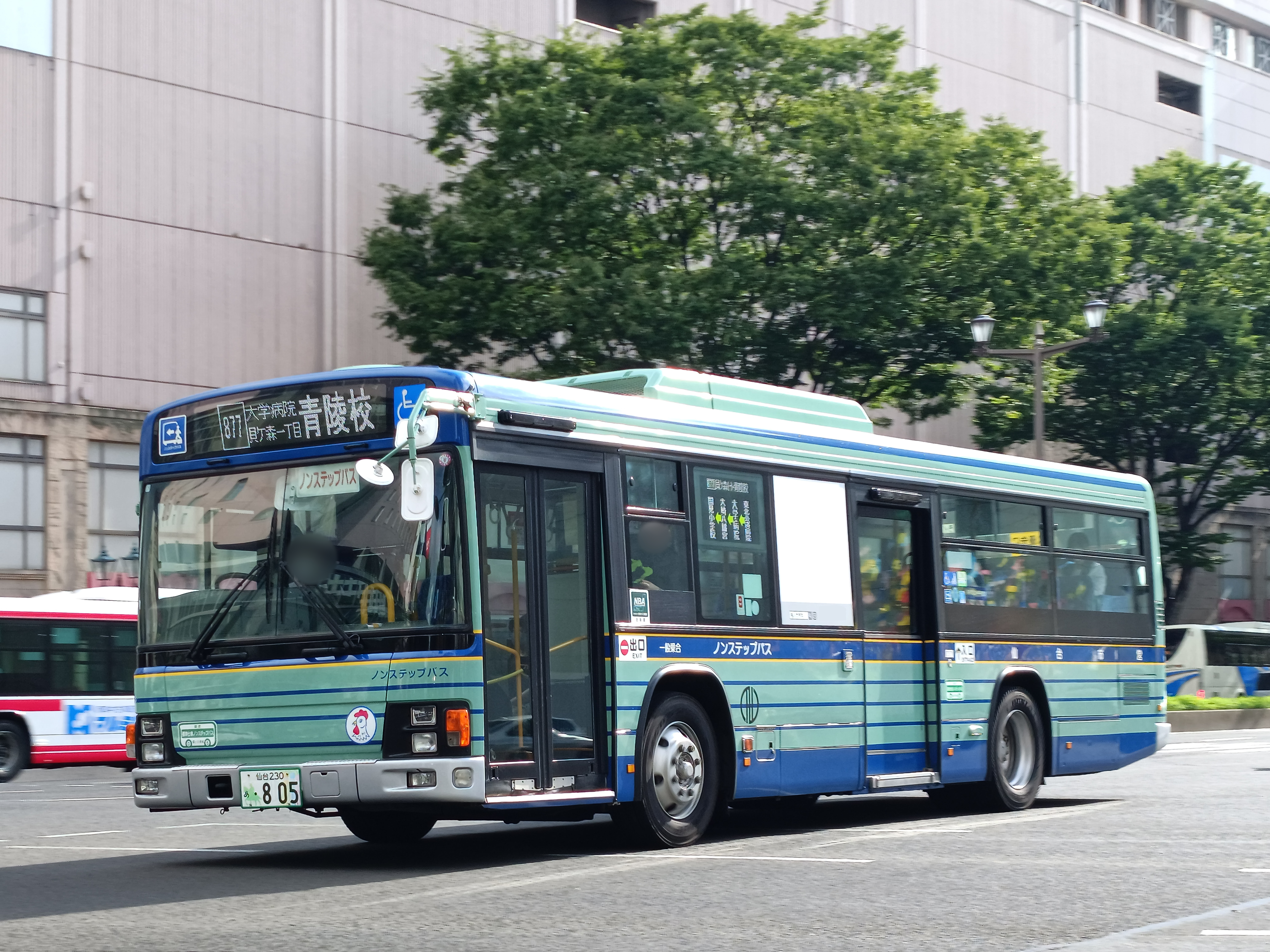
877系統・青陵中等教育学校前行（2024年8月2日）

### 貝ケ森団地線
- 870/S870系統（実沢営業所と共管）
  - 仙台駅前 - 青葉通一番町駅 - 春日町 - 東北大学病院前 - 大崎八幡宮前 - 国見小学校前 - ＪＲ東北福祉大前駅 - 貝ケ森六丁目 - 青陵中等教育学校前 - 国見ケ丘三丁目福祉大野球場前
- 877/878系統（JR東北福祉大前駅発便あり、実沢営業所と共管）
  - 仙台駅前 - 春日町 - 東北大学病院前 - 大崎八幡宮前 - 国見小学校前 - ＪＲ東北福祉大前駅 - 貝ケ森一丁目 - 青陵中等教育学校前

- 878系統（急行便、下りのみ、停車停留所記載）
  - 仙台駅前 → 東北大学病院前 → 大崎八幡宮前 → 国見二丁目 → 国見小学校前 → ＪＲ東北福祉大前駅 → 貝ケ森一丁目 → 仙台高校・福祉大ウェルコム２１前 → 国見ケ丘五丁目 → 青陵中等教育学校前

X870/(S)875/(S)876系統は、実沢営業所単独の運用。

### 南吉成線
- 880/S880系統（実沢営業所と共管）
  - 仙台駅前 - 青葉通一番町駅 - 春日町 - 東北大学病院前 - 大崎八幡宮前 - 国見小学校前 - 国見駅入口 - 国見ケ丘西 - 南吉成三丁目 - 吉成一丁目北 - 国見ケ丘一丁目

### 葛岡墓園線
- 888/S888系統（日祝およびお盆・お彼岸期間のみ運行）
  - 仙台駅前 - 青葉通一番町駅 - 春日町 - 東北大学病院前 - 大崎八幡宮前 - 国見小学校前 -  東北文化学園大前 - 墓園北口 - 市民墓地Ｉ区画前（復路：市民墓地Ｆ区画前）
  - 「市民墓地Ｆ区画前」～「市民墓地Ｉ区画前」間は、一方通行

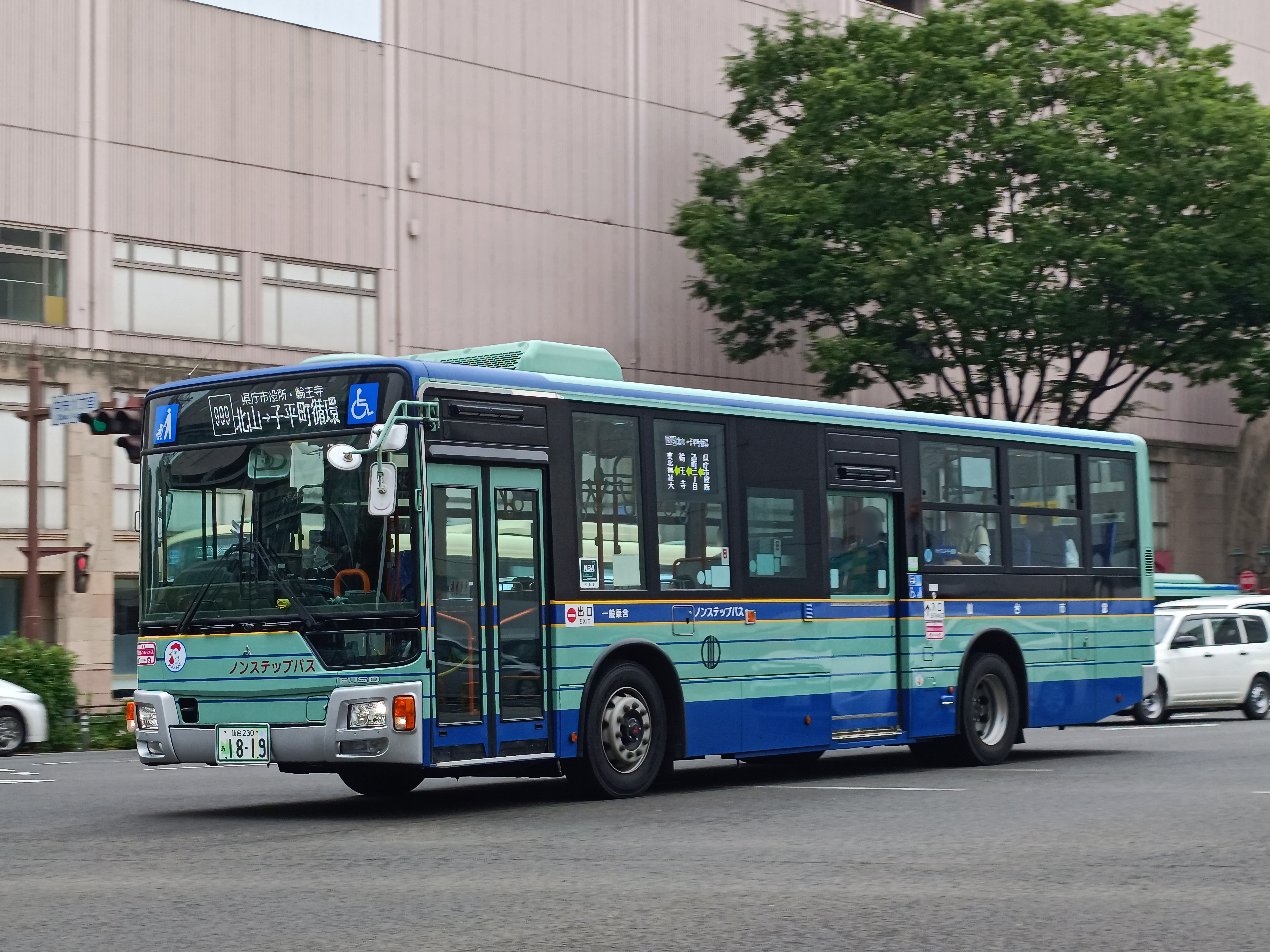
999系統・仙台駅前行（2024年7月12日）

### 北山・子平町線
- 899 - 999系統（実沢営業所と共管。子平町先回り899 - S999系統、北山先回り999 - S899系統）
  - 仙台駅前 - 青葉通一番町駅 - 春日町 - 東北大学病院前 - 柏木二丁目 - 子平町壽徳寺前 - 東北福祉大前 - 北山三丁目 - 輪王寺前 - 通町二丁目 - 県庁市役所前 - 電力ビル前 - 仙台駅前
- 890/S890系統
  - 仙台駅前 - 青葉通一番町駅 - 春日町 - 東北大学病院前 - 柏木二丁目 - 子平町・壽徳寺前
- 990/S990系統
  - 仙台駅前 - 電力ビル前 - 県庁市役所前 - 通町二丁目 - 輪王寺前 - 北山三丁目 - 東北福祉大前 - 子平町・壽徳寺前
- 70系統
  - 川内駅 - 交通公園・三居沢水力発電所前 - 国見二丁目 - 子平町・壽徳寺前 - 東北福祉大前 - 北山三丁目 - 輪王寺前 - 通町二丁目 - 北仙台 - 地下鉄北仙台駅

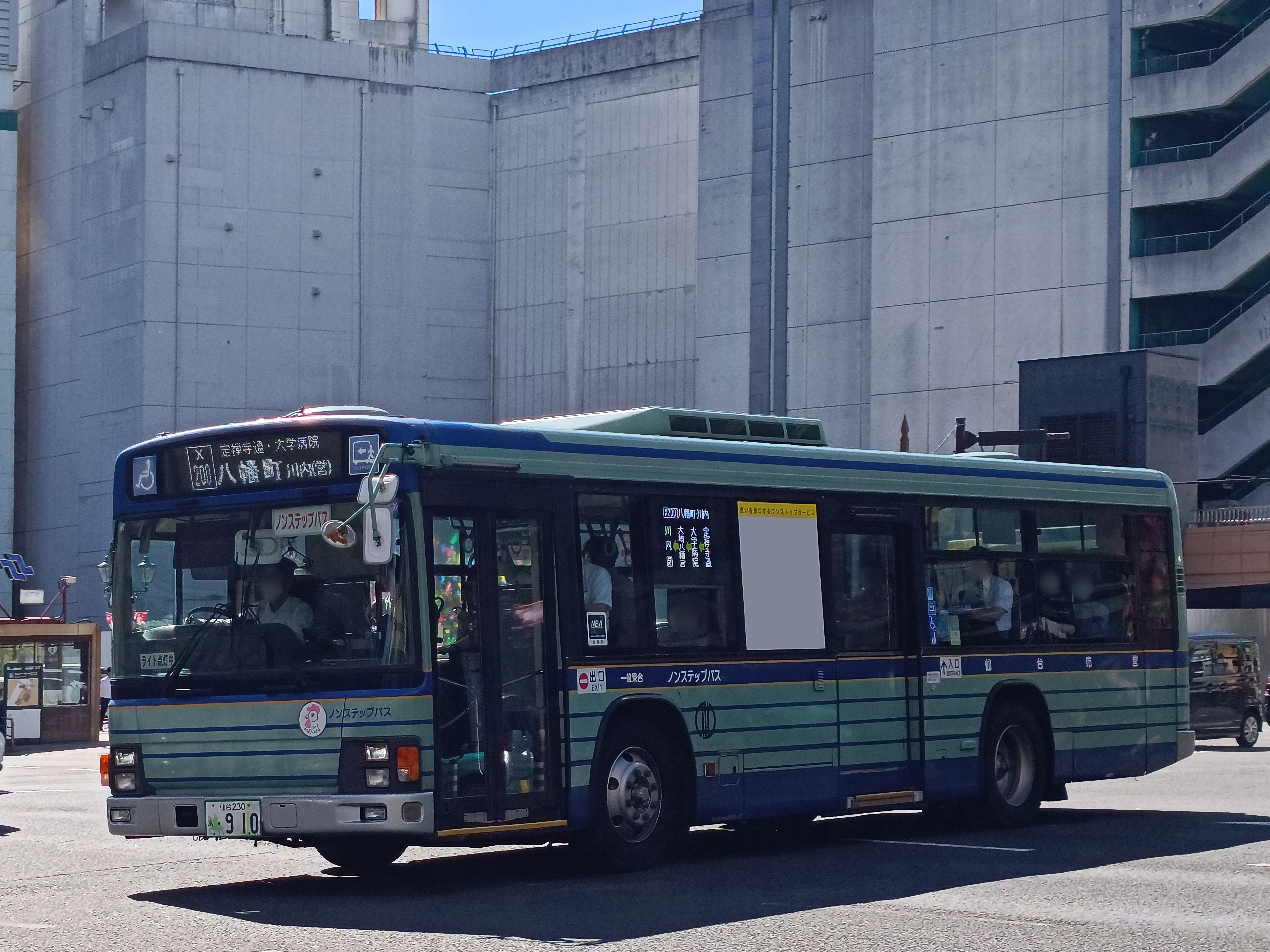
X200系統・市営バス川内営業所前行（2024年8月1日）

### 蒲生線
- 200/X200系統 
  - 市営バス川内営業所前 - 交通公園・三居沢水力発電所前 - 大崎八幡宮前 - 東北大学病院前 -  交通局東北大学病院前 - 定禅寺通市役所前 - 電力ビル前 - 仙台駅前 - 原町二丁目 - 宮城野区役所前 - 苦竹駅前 - 日の出町一丁目 - 扇町二丁目小鶴老人福祉センター入口 - 扇町六丁目 - 福田町 - 陸前高砂駅 - 高砂二丁目 - 中野新町 - 蒲生・なかの伝承の丘
- 80系統
  - 陸前高砂駅 - 高砂二丁目 - 中野新町 - 蒲生・なかの伝承の丘

霞の目営業所と共管。川内営業所が担当するのは朝晩に設定されている川内営業所 - 蒲生・なかの伝承の丘間の便および陸前高砂駅 - 蒲生・なかの伝承の丘間（80系統）だけである（霞の目営業所は交通局大学病院前・陸前高砂駅 - 蒲生・なかの伝承の丘間のみ担当）。
東日本大震災による被災のため中野新町 - 蒲生間運休、6号公園住宅前（臨時）まで運行。2015年12月6日に、6号公園住宅前を正式に終点とし、中野新町 - 蒲生間のバス停を廃止。2016年10月1日、6号公園仮設住宅の廃止に伴い、起終点を中野新町に変更（中野新町 - 6号公園住宅前間廃止）。2024年4月1日、中野新町 - 蒲生・なかの伝承の丘間を延伸。

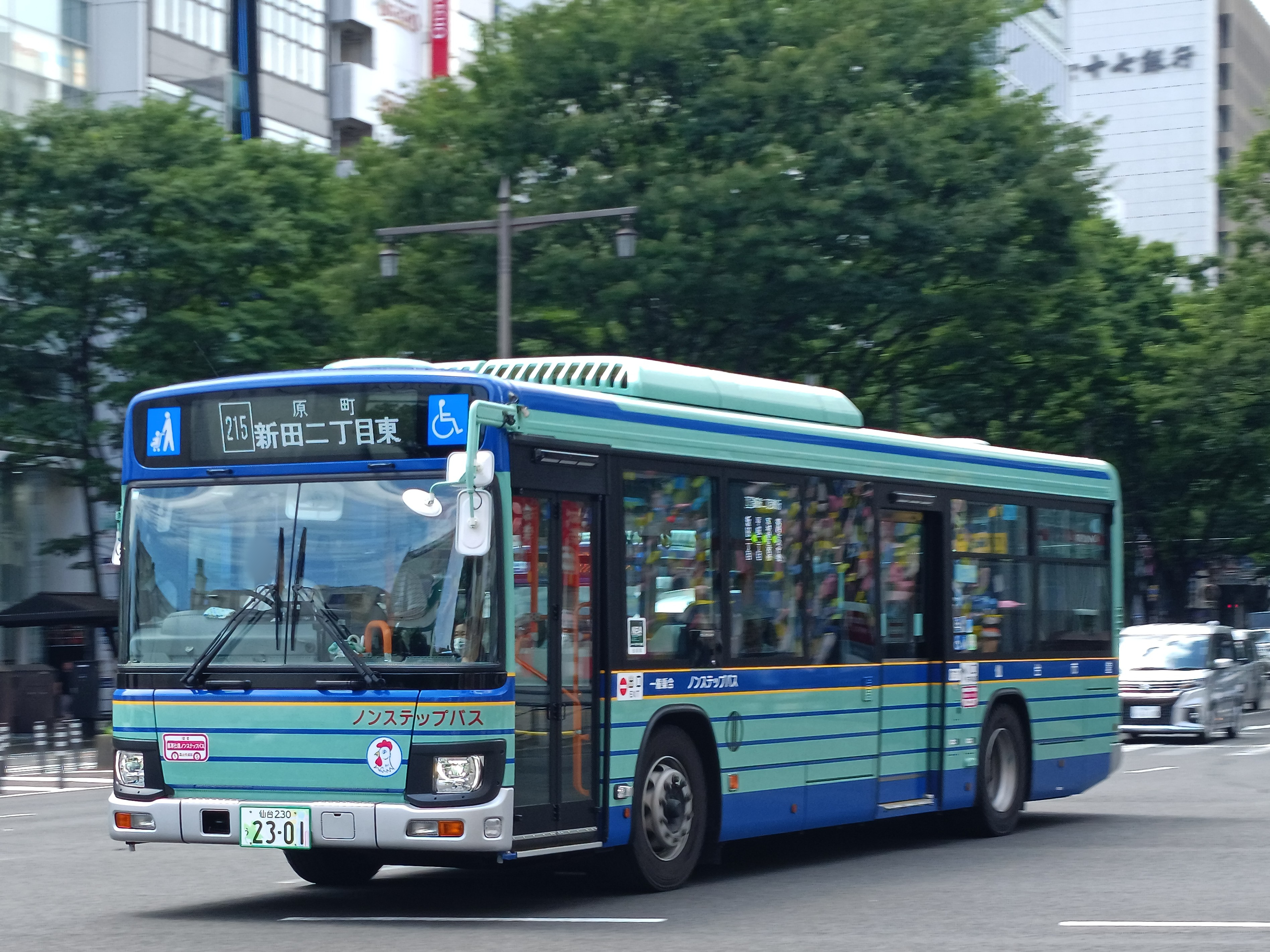
215系統・新田二丁目東行（2024年8月1日）

### 東仙台営業所線
- 215/K215系統
  - 交通局東北大学病院前 - 定禅寺通市役所前（復路：県庁市役所前） - 電力ビル前 - 仙台駅前 - 原町二丁目 - 宮城野区役所前 - 苦竹一丁目 - 平成二丁目 - 新田二丁目東
  - 2015年12月6日に東仙台営業所から運用を移管。
  - 2018年4月から東仙台営業所[4]、霞の目営業所と共管[5]。

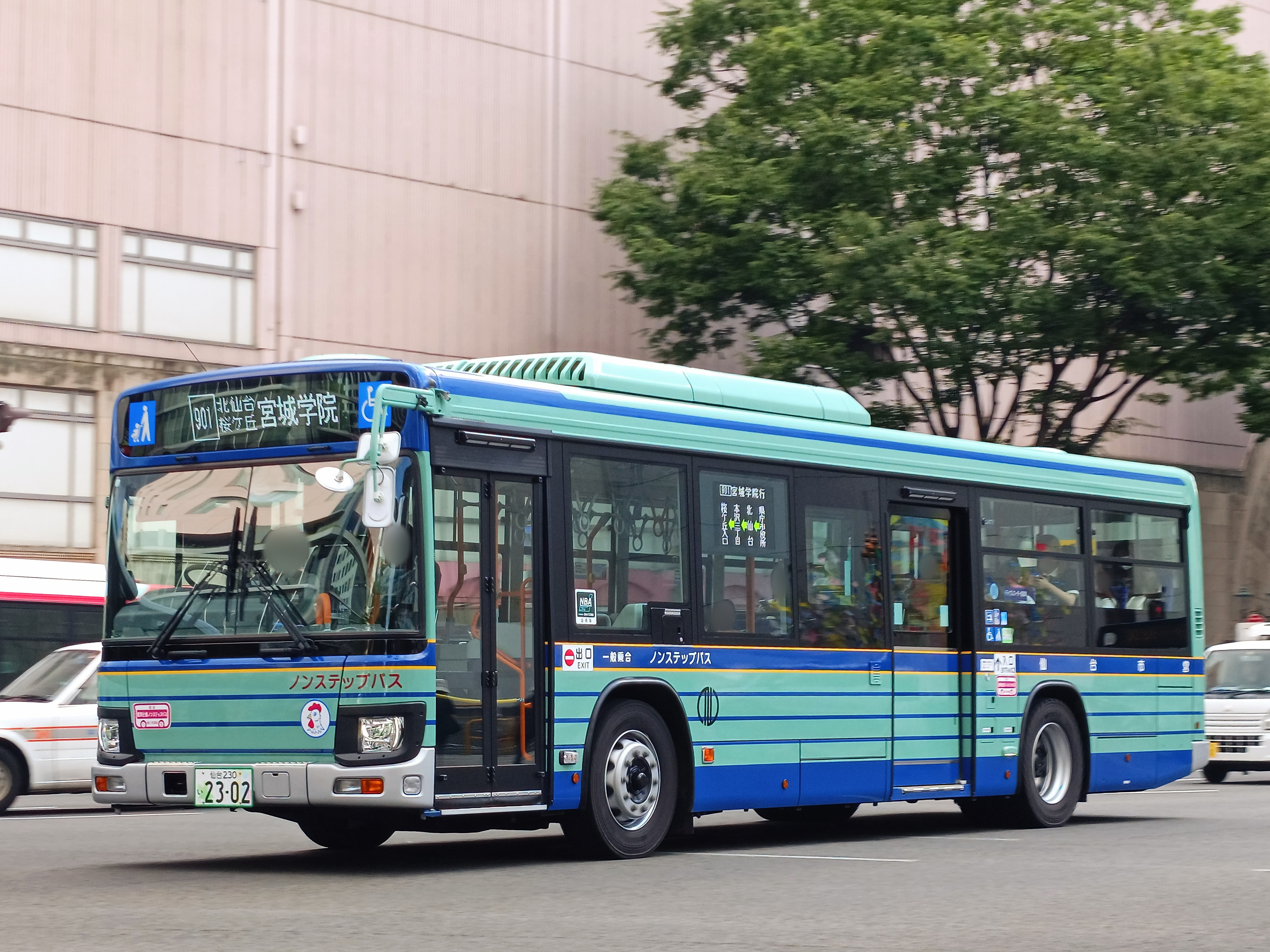
901系統・宮城学院前行（2024年8月2日）

### 桜ケ丘線
- 80系統
  - 桜ケ丘七丁目 → 桜ケ丘ロータリー → 桜ケ丘団地入口 → 共済団地入口 → 山手町 → 輪王寺前 → 東北大学病院前 → 尚絅学院中学高校前 → 澱橋通 → 二高・宮城県美術館前 → 川内駅 → 交通公園・三居沢水力発電所前 → 市営バス川内営業所前
- 800/S800系統（実沢営業所主管路線）
  - 仙台駅前 - 電力ビル前 - 県庁市役所前 - 東北大学病院前 - 輪王寺前 - 山手町 - 共済団地入口 - 桜ケ丘団地入口 - 桜ケ丘ロータリー - 桜ケ丘七丁目

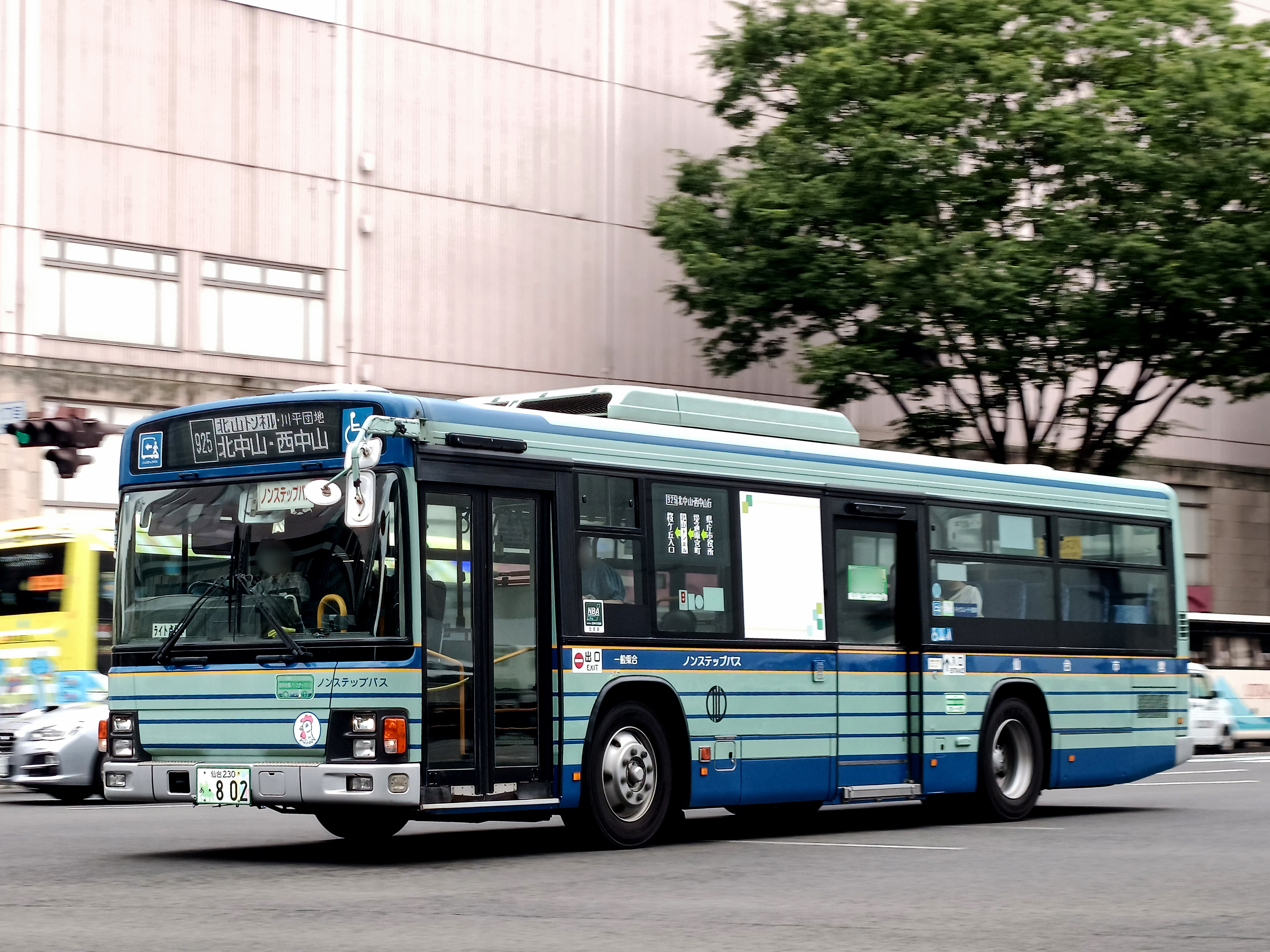
925系統・西中山行（2024年7月26日）

- 900/S900系統（実沢営業所主管路線）
  - 仙台駅前 - 電力ビル前 - 県庁市役所前 - 北仙台 - 北仙台駅 - 荒巻小学校前 - 共済団地入口 - 桜ケ丘団地入口 - 桜ケ丘ロータリー - 桜ケ丘七丁目
- 901/S901系統（実沢営業所主管路線）
  - 仙台駅前 - 電力ビル前 - 県庁市役所前 - 北仙台 - 北仙台駅 - 荒巻小学校前 - 共済団地入口 - 桜ケ丘団地入口 - 桜ケ丘ロータリー - 宮城学院前

### 中山・川平線
- 815/S815系統（実沢営業所主管路線）
  - 仙台駅前 - 電力ビル前 - 県庁市役所前 - 東北大学病院前 - 輪王寺前 - 山手町 - 中山六丁目 - 南中山・仙台大観音前 - 南中山中学校前 - 北中山二丁目  - 西中山

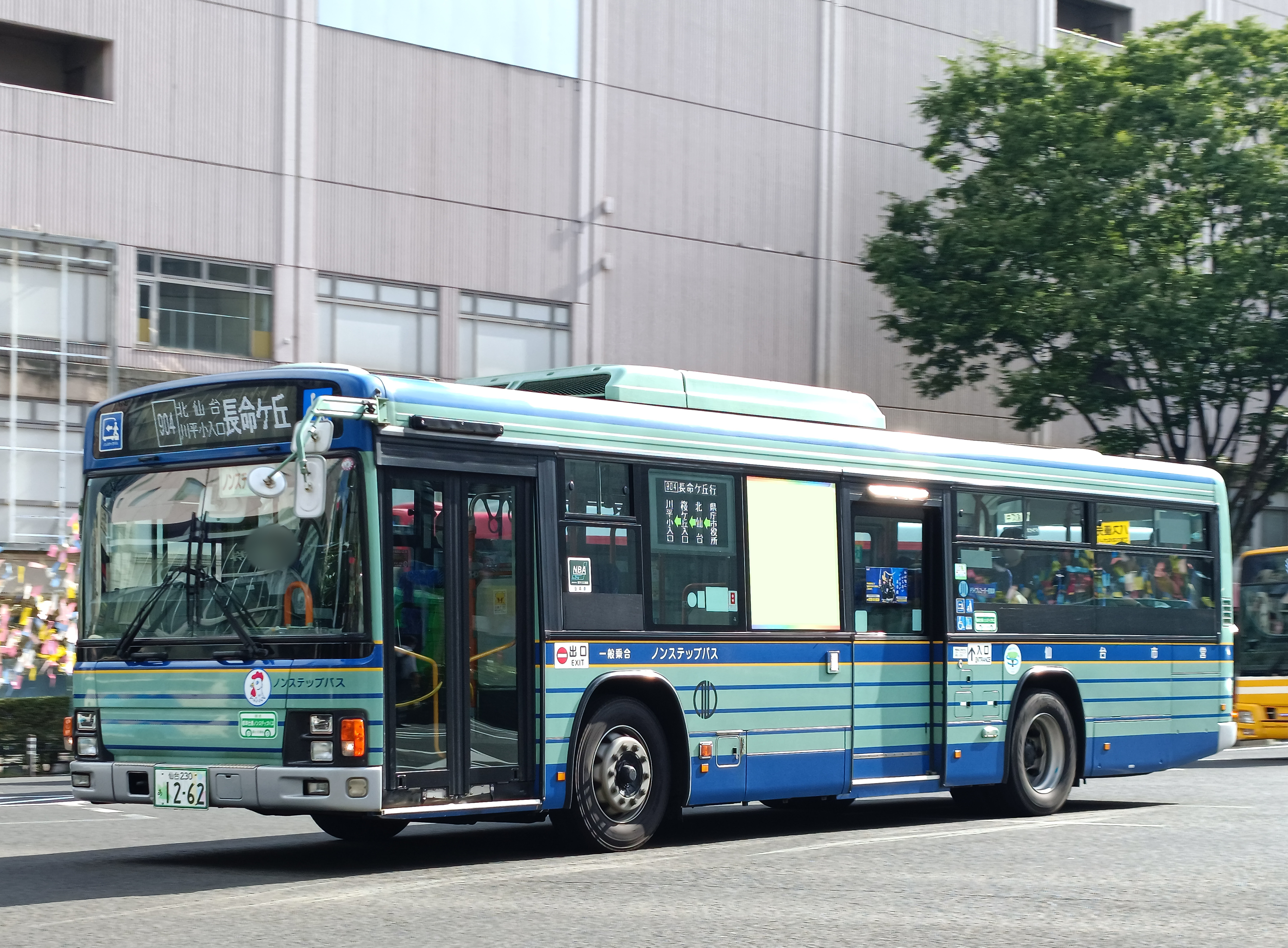
904系統・長命ケ丘二丁目行（2024年8月2日）

- 825/S825系統（実沢営業所主管路線）
  - 仙台駅前 - 電力ビル前 - 県庁市役所前 - 通町二丁目 - （北山トンネル） - 中山六丁目 - 南中山・仙台大観音前 - 南中山中学校前 - 北中山二丁目  - 西中山
- 925/S925系統（実沢営業所主管路線）
  - 仙台駅前 - 電力ビル前 - 県庁市役所前 - 通町二丁目 - （北山トンネル） - 桜ケ丘団地入口 - 仙台大明成高校前 - 川平団地 - 北中山二丁目 - 西中山
- 905/S905系統（実沢営業所主管路線）
  - 仙台駅前 - 電力ビル前 - 県庁市役所前 - 北仙台 - 北仙台駅 - 荒巻小学校前 - 共済団地入口 - 桜ケ丘団地入口 - 仙台大明成高校前 - 川平団地 - 北中山二丁目 - 西中山

### 長命ケ丘線
- 923/S923系統（実沢営業所主管路線）
  - 仙台駅前 - 電力ビル前 - 県庁市役所前 - 通町二丁目 - （北山トンネル） - 桜ヶ丘団地入口 - 仙台大明成高校前 - 川平団地 - 泉館山高校前 - 長命ケ丘二丁目
- 904/S904系統（実沢営業所主管路線）
  - 仙台駅前 - 電力ビル前 - 県庁市役所前 - 北仙台 - 北仙台駅 - 荒巻小学校前 - 共済団地入口 - 桜ヶ丘団地入口 - 仙台大明成高校前 - 川平小学校入口 - 泉館山高校前 - 長命ケ丘二丁目